# Anastrepha manizaliensis
Anastrepha manizaliensis
 es una especie de insecto díptero que Norrbom, Korytkowski, Gonzalez y Orduz describieron científicamente por primera vez en el año 2005.
Esta especie pertenece al género Anastrepha de la familia Tephritidae.